# Модрина європейська (6 дерев)
Модрина європейська (6 дерев) — ботанічна пам'ятка природи місцевого значення в Україні. Розташована на території Чортківського району Тернопільської області, біля села Озеряни, Улашківське лісництво кв. 70, вид. 1, лісове урочище «Дача Галілея».
Площа — 0,06 га, статус отриманий у 1994 році.